# Paraoxypilini
Paraoxypilini – plemię modliszek z rodziny Nanomantidae i podrodziny Fulciniinae.

## Morfologia i zasięg
Modliszki o głównie brązowawym ubarwieniu. Chwytne odnóża przedniej pary mają zestaw kolców u Bolbina typowo wykształcony, a u Paraoxypilina wtórnie zredukowany. Samcze genitalia mają stosunkowo prostą budowę. Jako potencjalną synapomorfię plemienia wymienia się występującą u stadiów larwalnych (nimf) mimikrę względem mrówek, czyli myrmekomorfię.
Przedstawiciele plemienia występują głównie w krainie australijskiej; tylko jeden rodzaj zamieszkuje krainę etiopską.

## Taksonomia
Takson ten wprowadził w 1872 roku Henri de Saussure jako legion Paraoxypilites. John Obadiah Westwood w 1889 roku określił go mianem Paraoxypilides. W 1913 roku sklasyfikowany został przez Ermanna Giglio-Tosa jako grupa Paraoxypili w obrębie podrodziny Perlamantinae i taką też systematykę autor ów podtrzymał w systemach z 1919 i 1927 roku. Anton Handrilsch w systemie z 1930 roku umieścił tę grupę w podrodzinie Amorphoscelinae w obrębie modliszkowatych. W systemach Luciena Choparda z 1949 roku, Maxa Beiera z 1964 roku oraz Reinharda Ehrmanna i Rogera Roya z 2002 roku omawiany takson miał rangę podrodziny Paraoxypilinae w obrębie Amorphoscelidae. W systemie Christiana J. Schwarza i Roya z 2019 roku obniżono mu rangę do plemienia w obrębie podrodziny Fulciniinae i podzielono na dwa podplemiona.
Do plemienia należy ponad 40 opisanych gatunków, sklasyfikowanych w 10 rodzajach i dwóch podplemionach:
- Bolbina Schwarz et Roy, 2019
  - Bolbe Stal, 1877
  - Papubolbe Beier, 1965
- Paraoxypilina Saussure, 1872
  - Cliomantis Giglio-Tos, 1913
  - Exparoxypilus Beier, 1929
  - Gyromantis Giglio-Tos, 1913
  - Metoxypilus Giglio-Tos, 1913
  - Myrmecomantis Giglio-Tos, 1913
  - Nesoxypilus Beier, 1965
  - Paraoxypilus Saussure, 1870
  - Phthersigena Stal, 1871